# Peter Diem
Peter Diem (Coburg, 4 december 1945) is een Nederlandse kunstschilder die mede geïnspireerd is door de Cobra-groep en zijn roem heeft verworven in Amerika. Diem schildert abstract en expressief in verschillende thema's. Diem is vooral bekend om zijn kleurige schilderijen met koeien.

## Biografie
Diem, geboren in december 1945 in Coburg (Duitsland) uit een Nederlandse vader en een Duitse moeder, komt op driejarige leeftijd in Amsterdam. Hij groeit op in de Amsterdamse Kinkerbuurt. Voor Diem was het een moeilijke jeugd waarin de Amsterdammers duidelijk blijk gaven van het feit dat zij niet gediend waren van Duitsers zo direct na de oorlog. Zijn vader was een strenge spartaanse man.
Diem ontdekt al vroeg in zijn jeugd de passie voor de schilderkunst. Hij bezoekt het Grafisch Lyceum in Amsterdam-Zuid en bekwaamt zich in het grafisch werk.

### 1963 - 1993
In 1963, op zeventienjarige leeftijd, vertrekt hij uit Amsterdam en gaat in Zwitserland wonen en werken waarna hij een reis onderneemt en Duitsland, Spanje en Marokko aandoet. Jason Berger, een leerling van Henri Matisse, moedigt Diem aan om zich toe te leggen op het schilderen. Begin jaren 70 van de vorige eeuw belandt Diem in Amerika alwaar hij twee decennia woont en werkt. Hij trouwt er en krijgt een zoon en een dochter.
In Amerika verwerft hij zijn bekendheid. Reizend door Zuid-Amerika, Jamaica en Afrika doet hij inspiratie op. Diem is betrokken bij vele grote projecten, waarvan het bekendste de opening van MTV Moscow in 1993 is.

### Terug in Nederland
Halverwege de jaren 90 keert Diem terug naar Nederland en vestigt zich met zijn Amsterdiem Museum aan de Amsterdamse Prinsengracht.
In zijn atelier op de werf van Greenpeace werkt Diem veel samen met de beeldend kunstenaar Theo Niermeijer. Naast Greenpeace maakt Diem projecten voor het Concertgebouworkest, Novotel, de Dierenbescherming en het Brandwondencentrum in Beverwijk

## Thema's
Diem is geïnspireerd door de Cobra-groep en heeft een heel eigen stijl ontwikkeld. Diem brengt de verf grof op het doek aan soms rechtstreeks uit de tube. Met penseel, mes en vingers wordt de verf over het doek verdeeld daarbij felle kleuren gebruikend.
Inmiddels zijn er diverse thema's te herkennen.

### Vliegende koeien
Het avontuur begon in Peru. Peter Diem nam een inlandse gids aan om hem te helpen bij zijn zoektocht naar de legendarische Vliegende Koeien. Ze trokken diep het regenwoud in, waar ze uiteindelijk een eenzame open plek aantroffen met een vreemde steen in het midden: de doorgang naar een bodemloos lijkende schacht die zich als een spiraal een weg naar het middelpunt van de aarde baande. Urenlang daalden ze via de duistere trap af; hun fakkels waren bijna uitgedoofd toen de tunnel ineens breder werd en ze al gauw in een immense grot terechtkwamen, badend in een etherisch licht. Op de grond lag een dik tapijt van gras en groen, en het plafond was gehuld in een dichte mist die in een schijnbaar eeuwige hemel verdween. Het geloei van koeien weerkaatste in salvo’s tegen de muren. Toen hij wakker schrok, sprong hij bijna zijn ziekenhuisbed uit. Het laatste beeld dat hij zich kon herinneren was van stalactietachtige vormen die door de voortdrijvende wolken leken te zweven, als de vleugels van een majestueus dier.

### Alien Fashion Show
Na twintig jaar, jaren 90 keert Peter terug naar Nederland. Amsterdam is de plek vanwaar hij nu de wereld bereist op jacht naar kleuren en emoties. Hij verwerft wereldwijde bekendheid door zijn imaginaire beelden, variërend van kosmische landschappen tot vliegende koeien. In een serie schilderde Diem zijn versie van het oneindige universum. Zijn interpretatie van de Interstellar Highway met Alien mannequins on the catwalk. Vreemde vormen drijven op de horizon van een net zo geometrisch als organische melkweg. Peter Diem is een verzamelaar en bezit dat ook een inspirerende collectie primitieve kunst uit zowel Afrika als Centraal- en Zuid-Amerika. Zij vormen de inspiratiebron voor vele schilderijen.

### Diem meets Hemingway
Per toeval kwam Diem op het spoor van een nooit eerder geëxposeerde fotoserie, bestaande uit beelden van schrijver Ernest Hemingway tijdens een vistocht. Zij vormden de inspiratiebron voor en aantal intense beelden. Shockerende schilderijen met een tropische tint.

### Napoleon
Sinds het begin van deze eeuw is Diem zijn aandacht gaan richten op Napoleon en diens invloed op Europa. Om z’n populaire koe-vorm te combineren met het korte gezette lijf van Napoleon heeft hij de kop van de koe getransformeerd tot de indrukwekkende gedaante van deze generaal. De leider staat stevig in zijn stijve laarzen en wordt omgeven door grote aantallen vogels.

## Het Amsterdiem Museum of Modern Art
Bruisende energie kolkt achter de gevel van het monumentale Jugendstilpand aan de Prinsengracht. In het hartje van Amsterdam bevindt zich het Amsterdiem Museum of Modern Art met een ruime binnenplaats en twee authentieke 16e- en 17e-eeuwse boerderijen.